# Cantuaria pilama
Cantuaria pilama är en spindelart som beskrevs av Forster 1968. Cantuaria pilama ingår i släktet Cantuaria och familjen Idiopidae. Inga underarter finns listade.